# Hořec Clusiův
Hořec Clusiův (Gentiana clusii) z čeledi hořcovité (Gentianaceae) je alpinská bylina původem z Evropy. Je pojmenována po vlámském průkopníkovi moderní botaniky, Carolu Clusiovi (1525–1609).

## Popis

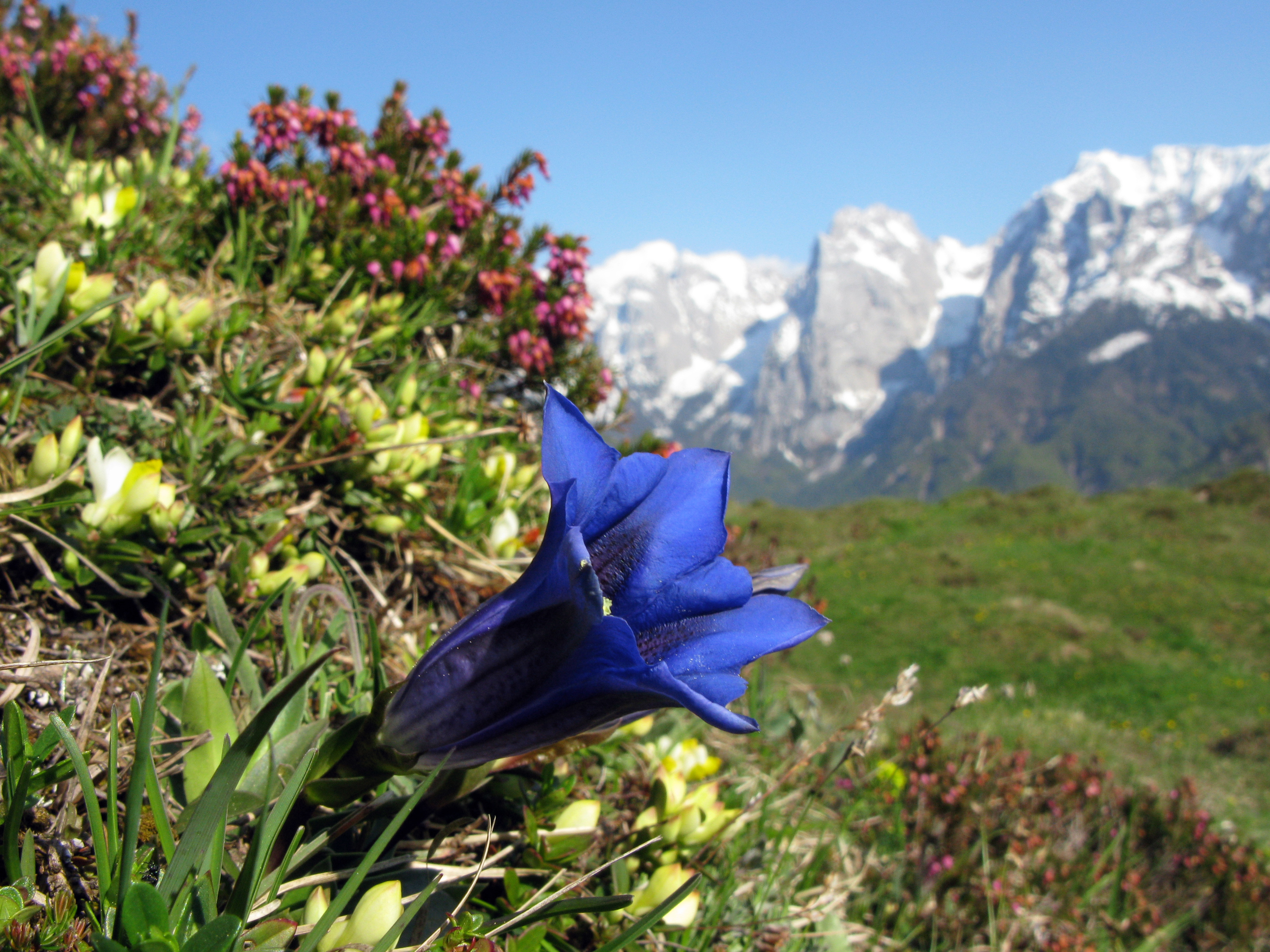
Kaisergebirge, Východní Alpy, Rakousko

Jde o vytrvalou rostlinu s krátkým nerozvětveným oddenkem. Z oddenku vyrůstají listy v přízemní růžici a 1 až 8 cm dlouhý stonek. Stonek zakončuje jeden květ o průměru 5–6 cm. Velký a hluboký květ se skládá ze zeleného kalicha a sytě modré koruny ve tvaru zvonku.

## Výskyt
Roste na vápencových skalách. Vyskytuje se v Pyrenejích, Alpách, Apeninách, pohoří Jura a Schwarzwald a v Karpatech. Na Slovensku se vyskytuje na Malé a Velké Fatře, v Chočských vrších, Západních, Belianských i Nízkých Tatrách, ve Slovenském krasu a na Muráňské planině. Na území Slovenska je zákonem chráněn. V Česku neroste.